# Joan Torres i Picart
Joan Torres i Picart (Barri de la Ribera, Barcelona, 1909 - Cuba, 1984) fou un polític català. De jove treballà en el comerç de carn que tenien els seus pares al mercat del Poblenou. Era amic d'Artemi Aiguader i Miró i d'Aurelio Fernández.
Membre de primera hora d'Estat Català, fou secretari de Josep Dencàs i Puigdollers i durant els fets del sis d'octubre de 1934 fou conseller de governació. Exiliat a Colòmbia, fou un dels responsables de la reorganització d'Estat Català i el 1936 en fou nomenat secretari general.
Juntament amb Joan Casanovas i Maristany, aleshores president del Parlament de Catalunya, Josep Maria Xammar i Sala i Andreu Revertés, comissari general d'Ordre Públic de la Generalitat, fou un dels organitzadors de la conspiració per a apartar Lluís Companys de la presidència de la Generalitat i acabar amb el predomini de la CNT-FAI. Aquest fet està documentat entre altres al report fet per Josep Maria Xammar i Sala. El complot va sortir malament, Revertés fou mort, Casanovas es veié obligat a exiliar-se juntament amb Xammar i Torres i Picart (destituït del seu càrrec de secretari general d'Estat Català el 28 de novembre de 1936). Des de França va seguir conspirant fins al final de la guerra.
En acabar la guerra civil espanyola marxà a la República Dominicana, on hi va instal·lar una fàbrica d'hules. Segons altres fonts, però, va marxar a Cuba, on va col·laborar amb el govern d'aquest país fins a la seva mort. El 1982 va tornar esporàdicament a Catalunya.